# Грузооборот
Грузооборо́т — экономический показатель работы транспорта (показатель объёма перевозок грузов), равный произведению массы перевозимого за определённое время груза на расстояние перевозки. 
Грузооборот зависит от дальности перевозки и массы груза, он измеряется в тонно-километрах. Например, если разные суда перевезли в течение года 5 млн тонн груза на среднее расстояние 150 км, то годовой грузооборот составляет 5 × 150 = 750 млн тонно-километров. 